# Hololena turba
Hololena turba är en spindelart som beskrevs av Chamberlin och Ivie 1942. Hololena turba ingår i släktet Hololena och familjen trattspindlar. Inga underarter finns listade i Catalogue of Life.